# Вёккель, Бербель
Бербель Вёккель (нем. Bärbel Wöckel; урождённая Эккерт (нем. Eckert), род. 21 марта 1955 года в Лейпциге) — восточногерманская легкоатлетка (бег на 200 метров, эстафета 4×100 метров), 4-кратная олимпийская чемпионка.
Две Олимпиады подряд (1976, 1980) первенствовала в беге на 200 метров и завоёвывала золотые медали в составе команды ГДР в эстафете 4х100 метров.
Является одной из четырёх самых титулованных женщин-легкоатлеток, завоевавших по 4 золотых олимпийских медали.